# Надважкі ракети-носії
Надважка ракета-носій — ракета-носій (РН), спроможна підіймати на низьку навколоземну орбіту корисний вантаж (КВ) масою 50 т і більше.

## Успішні запуски
РН, що є наразі у використанні:
- Falcon Heavy від SpaceX в одноразовій конфігурації (без повернення ядер першого ступеню) здатна підіймати 63,8 т на низьку навколоземну орбіту (ННО). А у частково багаторазовій версії (із поверненням двох бокових ядер-прискорювачів) — 57,42 т.[2] Тестовий політ найпотужнішої із діючих на поточний момент ракети відбувся 6 лютого 2018 року. На ГЦО було запущено власну Tesla Roadster Ілона Маска, як макет корисного вантажу.[3]

РН, що більше не використовуються:
- Сатурн V, виконуючи космічну програму Аполлон, підняв на орбіту корисний вантаж масою 140 т. Це були: третій ступінь S-IVB ракети із залишками палива та три місячні модулі (Командний, Службовий та Місячний). Сумарна маса останніх становила 45 т.[4][5]
- Вважається, що Спейс Шаттл, виконуючи місію STS-93 по запуску космічної рентгенівської обсерваторії «Чандра», підняв 122,5 т. Хоча, дещо сумнівним є додавання маси самого космічного літака (~69 т) до маси КВ.[6]
- Ракета Енергія, запускаючи орбітальний корабель Буран, підняла 100 т.

Орбітальний літак Спейс Шаттла і Буран обидвоє були здатні до багаторазового використання і розраховані на перевезення не лише вантажу, а й екіпажу. Вантажна версія Бурану під назвою Полюс, що також повинен був запускатися Енергією, не пройшов останніх випробувань. Також під керівництвом С. П. Корольова розроблялися чотири ракети Н-1, що теоретично були спроможні підняти на ННО 95 т, але вони вибухали невдовзі після старту (1969—1972 р.р.).

## У розробці
Наступні ракети-носії знаходяться наразі в активній розробці:
- Система космічного запуску багаторазового використання BFR від SpaceX без необхідності повернення на Землю буде здатна підняти 250 т, або 100 т у повністю багаторазовому варіанті ракети.
- Ракета від NASA Система космічних запусків (англ. SLS) найпотужнішої моделі запускатиме 130 т.

## Нові ідеї
Запропонована Китаєм ракета Великий похід 9 можливо підійматиме 140 т. Її перший тестовий політ очікується у 2025 році.

## Відмінені проєкти
Розробки численних ракет-носіїв були відмінені на різних стадіях розвитку. Найцікавішою була ракета Арес V від НАСА для здійснення космічної програми Сузір'я. Планувався підйом до 188 т. У 2010 році проєкт відмінено, але багато розробок перенесено в програму по створенню SLS.
У 1962 році був створений дизайн ракети Sea Dragon, що мала 150 м у висоту, запускалася з моря і підіймала б 550 т.